# Andrei Txerkàssov
Andrei Txerkàssov (Ufà, URSS, 4 de juliol de 1970) és un exjugador professional de tennis soviètic i rus.
En el seu palmarès consten dos títols individuals del circuit ATP, arribant al 13è lloc del rànquing individual. Tanmateix, el fet més destacat de la seva trajectòria fou la medalla de bronze en la modalitat individual dels Jocs Olímpics de Barcelona 1992.

## Jocs Olímpics

### Individual
| Any  | Campionat                         | Oponent          | Resultat    |
| ---- | --------------------------------- | ---------------- | ----------- |
| 1992 | Jocs Olímpics, Barcelona, Espanya | Goran Ivanišević | No disputat |

## Palmarès

### Individual: 6 (2−4)
| Títols per superfície |
| --------------------- |
| Dura (0−1)            |
| Gespa (0−0)           |
| Terra batuda (0−2)    |
| Moqueta (2−1)         |

| Resultat  | Núm. | Data                   | Torneig                | Superfície   | Oponent          | Marcador              |
| --------- | ---- | ---------------------- | ---------------------- | ------------ | ---------------- | --------------------- |
| Finalista | 1.   | 15 de gener de 1989    | Sydney, Austràlia      | Dura (i)     | Aaron Krickstein | 4−6, 2−6              |
| Guanyador | 1.   | 12 de novembre de 1990 | Moscou, Unió Soviètica | Moqueta (i)  | Tim Mayotte      | 6−2, 6−1              |
| Finalista | 2.   | 11 de febrer de 1991   | Brussel·les, Bèlgica   | Moqueta (i)  | Guy Forget       | 3−6, 5−7, 6−3, 6−7(4) |
| Guanyador | 2.   | 10 de novembre de 1991 | Moscou (2)             | Moqueta (i)  | Jakob Hlasek     | 7−6(2), 3−6, 7−6(5)   |
| Finalista | 3.   | 17 de maig de 1993     | Bolonya, Itàlia        | Terra batuda | Jordi Burillo    | 6−7(4), 7−6(7), 1−6   |
| Finalista | 4.   | 19 de setembre de 1993 | Bucarest, Romania      | Terra batuda | Goran Ivanišević | 2−6, 6−7(5)           |

### Dobles masculins: 2 (0−2)
| Títols per superfície |
| --------------------- |
| Dura (0−0)            |
| Gespa (0−0)           |
| Terra batuda (0−1)    |
| Moqueta (0−1)         |

| Resultat  | Núm. | Data               | Torneig       | Superfície   | Parella          | Oponents                   | Marcador |
| --------- | ---- | ------------------ | ------------- | ------------ | ---------------- | -------------------------- | -------- |
| Finalista | 1.   | 20 de maig de 1990 | Umag, Croàcia | Terra batuda | Andrei Olhovskiy | Vojtech Flegl Daniel Vacek | 4−6, 4−6 |
| Finalista | 2.   | 10 de maig de 1991 | Moscou, URSS  | Moqueta (i)  | Alexander Volkov | Eric Jelen Carl-Uwe Steeb  | 4−6, 6−7 |

## Trajectòria

### Individual
| Open d'Austràlia | A   | A           | QF          | 2R          | 2R    | 1R          | 2R          | A           | 1R   | 1R          | Q1          | 2R          | Q2  | A   | 0 / 8     | 8 – 8     |
| Roland Garros | A   | 2R          | 2R          | 4R          | QF    | 1R          | 1R          | Q1          | Q2   | Q2          | Q1          | Q2          | Q1  | Q1  | 0 / 6     | 9 – 6     |
| Wimbledon | Q1  | 1R          | 1R          | 1R          | 1R    | 1R          | 1R          | A           | A    | A           | A           | A           | A   | A   | 0 / 6     | 0 – 6     |
| US Open | A   | 1R          | QF          | 1R          | 1R    | 1R          | 1R          | A           | A    | A           | A           | Q2          | Q1  | A   | 0 / 6     | 4 – 6     |
| Jocs Olímpics | 2R  | No celebrat | No celebrat | No celebrat | SF    | No celebrat | No celebrat | No celebrat | A    | No celebrat | No celebrat | No celebrat | A   | NC  | 0 / 2     | 5 − 2     |
| Total Victòries−Derrotes | 3−2 | 14−19       | 37−31       | 42−31       | 39−31 | 36−32       | 8−27        | 2−5         | 3−12 | 5−11        | 0−3         | 3−6         | 1−4 | 0−0 | 193 – 214 | 193 – 214 |
| Rànquing a final d'any | 236 | 82          | 21          | 21          | 32    | 37          | 172         | 184         | 133  | 164         | 164         | 217         | 198 | 360 |           |           |
| Llegenda: G: Guanyador; F: Finalista; SF: Semifinalista; QF: Quarts de final; Q: Qualificació; A: Absent; RR: Round Robin; NC: No celebrat |     |             |             |             |       |             |             |             |      |             |             |             |     |     |           |           |